# Nyceryx mielkei
Nyceryx mielkei là một loài bướm đêm thuộc họ Sphingidae. Loài này có ở Brasil.